# Der rote Ballon
Der rote Ballon ist ein französischer Kurzfilm von Albert Lamorisse aus dem Jahr 1956. Der mehrfach ausgezeichnete Kinderfilm erzählt die Geschichte eines Jungen, der einen großen roten Ballon findet, der ihm dann nicht mehr von der Seite weicht. Dabei verzichtet der Film fast vollständig auf Dialoge. 1957 wurde Der rote Ballon mit einem Oscar für das beste Originaldrehbuch ausgezeichnet.

## Handlung
Der Film folgt Pascal (Pascal Lamorisse), einem kleinen Jungen, der eines Morgens auf dem Weg zur Schule einen großen, mit Helium gefüllten roten Ballon entdeckt. Während er damit spielt, wird ihm klar, dass dieser einen eigenen Geist und Willen hat. Der Ballon beginnt, ihm zu folgen, wohin er auch geht, weicht nie weit von ihm ab und schwebt manchmal vor dem Fenster der Wohnung des Jungen, da dessen Mutter ihn nicht hereinlässt.
Der Ballon folgt Pascal durch die Straßen von Paris und erregt beim Streifzug durch die Straßen große Aufmerksamkeit und den Neid anderer Kinder. Irgendwann folgt ihm der Ballon in das Klassenzimmer und sorgt bei seinen Klassenkameraden für Aufruhr. Das alarmiert den Schulleiter, der Pascal in seinem Büro einsperrt. Später, nachdem sie freigelassen wurden, treffen Pascal und der Ballon auf ein junges Mädchen (Sabine Lamorisse) mit einem blauen Ballon, der ebenso einen eigenen Geist und Willen zu haben scheint.
An einem Sonntag wird dem Ballon gesagt, er solle zu Hause bleiben, während Pascal und seine Mutter in die Kirche gehen. Er folgt ihnen jedoch durch das offene Fenster in die Kirche und wird von einem schimpfenden Kirchendiener hinausgeführt.
Während Pascal und der Ballon durch die Nachbarschaft wandern, stiehlt ihn eine Bande älterer Jungen, die neidisch auf den Ballon sind, während er sich in einer Bäckerei aufhält. Es gelingt Pascal jedoch, ihn wiederzubekommen. Nach einer Verfolgungsjagd durch enge Gassen holen die Jungen sie schließlich ein. Sie halten Pascal zurück, während sie den Ballon mit Schleudern und Steinen zum Absturz bringen, bevor einer von ihnen ihn zerstört, indem er auf ihm herumtritt.
Der Film endet, als alle anderen Ballons in Paris Pascal zu Hilfe kommen und ihn gemeinsam auf eine Ballonfahrt über die Stadt mitnehmen.

## Rezeption
Schon bei der Erstveröffentlichung am 15. Oktober 1956 wurde Der rote Ballon in Frankreich mit 1,3 Millionen Zuschauern zu einem Publikumserfolg. Der Filmkritiker und -theoretiker André Bazin sah Lamorisses Werk beispielhaft für einen Film, der durch die Konzentration auf die Mise-en-scène „essentielles Kino“ darstellt, und durch den Verzicht auf aufwändige Filmschnitte seine Geschichte realistischer erzählen kann.
Auch in den Vereinigten Staaten wurde Der rote Ballon zu einem großen Erfolg, so beschrieb der Filmkritiker Bosley Crowther den Film als eine „vollkommen bezaubernde kleine Geschichte“. Ende März 1957 wurde Der rote Ballon mit einem Oscar für das beste Originaldrehbuch ausgezeichnet; bis heute hat kein anderer Kurzfilm einen Oscar außerhalb der Kategorie „bester Kurzfilm“ erhalten.
Heute zählt Der rote Ballon zu den Klassikern des Kinderfilms. Anlässlich der Wiederaufführung des Films Ende 2007 sah die österreichische Presse den Film noch immer als „hinreißend“ und „universal verständlich“. Die Dialoge seien „folgerichtig irrelevant (und praktisch inexistent), die Allgemeingültigkeit seiner Fabel wird vom üppigen Lokalkolorit in Manier des poetischen Realismus balanciert – und verrät in der schlussendlichen Zweischneidigkeit ein tiefgreifendes Verständnis für die Utopien und die Unwiederbringlichkeit der Kindheit.“ Auch das Lexikon des internationalen Films sieht in dem „poetischen“ Kurzfilm ein „Juwel des Kinderfilms, das bis heute nichts von seinem Zauber verloren hat“.
Der rote Ballon diente als Vorlage für den 2007 veröffentlichten Film Der Flug des roten Ballons von Hou Hsiao-Hsien. Die Musiker Tua und Vasee veröffentlichten 2011 ein Video in Anlehnung an den Film. Das Lied stammt aus dem Album Evigila, das im Dezember 2010 veröffentlicht wurde.

## Auszeichnungen
- Internationale Filmfestspiele von Cannes 1956: Goldene Palme für den besten Kurzfilm
- Louis-Delluc-Preis 1956: Bester Film
- Grand prix du cinéma français 1956: Bester Film
- Oscarverleihung 1957: Oscar für das Beste Originaldrehbuch
- British Film Academy Awards 1957: Spezialpreis